# لنزوود، استرالیای جنوبی
لنزوود (به انگلیسی: Lenswood) یک شهرک در استرالیا است که در استرالیای جنوبی واقع شده‌است.